# Leptolaena pauciflora
Leptolaena pauciflora är en tvåhjärtbladig växtart som beskrevs av John Gilbert Baker. Leptolaena pauciflora ingår i släktet Leptolaena och familjen Sarcolaenaceae. Inga underarter finns listade i Catalogue of Life.